# Smilax illinoensis
Smilax illinoensis là một loài thực vật có hoa trong họ Smilacaceae. Loài này được Mangaly miêu tả khoa học đầu tiên năm 1968.